# Derde probleem van Hilbert
Het derde probleem van Hilbert is een wiskundig probleem dat wordt gezien als een van de eenvoudigste van de 23 problemen van Hilbert.
Het probleem is gerelateerd aan de volgende vraag: "Is het gegeven twee willekeurige veelvlakken van gelijk volume altijd mogelijk om het eerste veelvlak in een eindig aantal polyhedrale stukken op te snijden, die vervolgens weer kunnen worden samengevoegd met als resultaat het tweede veelvlak? Op basis van eerdere geschriften door Carl Friedrich Gauss vermoedde Hilbert dat dit niet altijd mogelijk is. Dit werd het volgende jaar door zijn leerling Max Dehn inderdaad bevestigd. Door een tegenvoorbeeld te produceren bewees Dehn dat het antwoord in het algemeen 'nee' is. 
Het antwoord op de analoge vraag over veelhoeken in 2 dimensies is "ja" en was in 1900 reeds lange tijd bekend; dit is de stelling van Bolyai-Gerwien.